# Sil·labari de Biblos
El sil·labari de Biblos, també conegut com el sistema pseudo-jeroglífic, protobíblic o bíblic, és un sistema d'escriptura encara no desxifrat, conegut per deu inscripcions trobades en Biblos. Les inscripcions estan gravades sobre plaques de bronze i espàtules, i esculpides a la roca. Les inscripcions van ser descobertes per Maurice Dunand, durant les excavacions que va realitzar entre el 1928 i el 1932, publicant les seves troballes a la monografia Byblia Grammata publicada el 1945. Les inscripcions han estat datades com a pertanyents al segon mil·lenni aC entre els segles XVIII i XV aC.
S'han trobat exemples d'aquest sistema d'escriptura a Egipte, Itàlia i Meguidó (Garbini, Colless).

## Descripció de les escriptures

### Les deu inscripcions
L'escriptura de Biblos en general va de dreta a esquerra; rarament s'utilitzen separadors entre paraules. Les deu inscripcions conegudes, denominades de a a j segons l'ordre en què van ser descobertes són:
- Dues taules rectangulars de bronze, documents c (16 × 11 cm) i d (21 × 12 cm), amb 225 i 459 caràcters, respectivament. Les dues taules tenen inscripcions en les seves dues cares. Els caràcters no van ser realitzats mitjançant esquinçat sinó mitjançant cops de punxó sobre el metall.
- Quatre "espàtules" de bronze (documents b, e, f, i i, amb 40, 17, 48, i 84 caràcters, respectivament). Aquestes espàtules posseeixen una forma aproximadament triangular amb una maneta tipus "tija de flor" al punt més agut del triangle. La seva grandària és d'uns 5 x 9 centímetres i un gruix d'1 mm. No se sap quina era la seva funció, però Dunand creu que eren algun tipus "d'etiquetes" adossades per exemple a objectes votius. Totes les espàtules posseeixen inscripcions en les seves dues cares, excepte l'espàtula i (que només està escrita d'un costat). L'escriptura no és molt prolixa. El text a la part posterior de l'espàtula f és l'únic de tots els textos trobats que es llegeix d'esquerra a dreta. Les espàtules b i i utilitzen breus traços verticals com a separadors de paraules.

 Inscripció de l'espàtula e. El mànec de l'espàtula està trencat; es presenten quatre possibles reconstruccions del caràcter danyat a la inscripció.
- Quatre fragments d'esteles de pedra: documents a, g, h, i j, amb 116, 37, 7, i 13 caràcters respectivament. Els caràcters estan tallats amb cura, amb línies de bases ("estil monumental"). Dunand suggereix que els fragments h i j originalment pertanyien al mateix document; la composició química de la pedra de les dues sembla idèntica. El text en el fragment g està escrit en sentit vertical, en cinc columnes. Semblaria que el bloc j té traços verticals com a separadors de paraules.

### Llista de signes
Cada cel·la a la següent taula mostra un signe (esquerra a dalt), el seu nombre de codi Dunand (esquerra a sota), la seva freqüència (dreta a sota), i en l'extrem superior dret s'indica si era utilitzat en tauletes (T), espàtules (S), o monuments (M). Els signes en diferents cel·les podrien ser variants escrits del mateix signe; per exemple, a la fila superior els signes H6, G17, i E12 probablement són el mateix signe.